# دنیا نیوز
دنیا نیوز (انگلیسی: Dunya News) شرکت رسانه‌ای پاکستانی است، که در سالر۲۰۰۸ تأسیس شد.